# 다케우라역
다케우라역(일본어: 竹浦駅)은 일본 홋카이도 시라오이 군 시라오이정에 위치한 홋카이도 여객철도 무로란 본선의 철도역이다. 역 번호는 H26이며, 단선 · 섬식의 형태를 합친 2면 3선 구조의 복합 승강장을 갖춘 지상역이다.

## 역 주변
- 국도 제36호선
- 시라오이 정청 다케우라 출장소
- 고조하마 온천
- 이키우 강

## 역사
- 1897년 2월 16일 : 홋카이도 탄광 철도의 이키우역으로서 개업. 일반역.
- 1906년
  - 3월 20일 : 화재에 의해 역사 전소.
  - 10월 1일 : 홋카이도 탄광 철도의 철도 노선 국유화에 의해, 일본국유철도로 이관.
- 1917년 : 이 역부터 토비우 강의 합류점을 넘어서 이키우 강 상류의 사리장으로 사리 전용선 부설.
- 1918년 10월 31일 : 홋카이도 제철 이키우 광산 전용선이 사리 전용선의 이키우 강과 토비우 강 합류지점 부근으로부터 분기해서 토비우의 가공소도원동소까지 부설. 와니시 제철소 방향으로 철광석 운반.
- 1920년 : 니혼 제강소 이키우 광산 휴산에 의해 국유철도는 광산 전용선의 공용을 폐지. 그 후 전용선은 개인에게 빌려나와 목재나 목탄의 운반으로 사용되었다.
- 1931년경 : 구 광산 전용선이 분기점까지 철거되어, 사리 전용선 밖에 남음.
- 1942년 4월 1일 : 다케우라역으로 개칭.
- 1944년 8월 12일 : 사리 전용선 사용 폐지.
- 1950년경 : 사리 전용선 철거.
- 1954년 10월 : 역사 개축.
- 1972년 3월 15일 : 화물 취급 폐지.
- 1980년
  - 4월 5일 : 과선교 설치.
  - 5월 15일 : 간이 위탁화.
- 1985년 5월 15일 : 소화물 취급 폐지.
- 1987년 4월 1일 : 일본국유철도 분할 민영화에 의해, 홋카이도 여객철도가 승계.
- 2007년 6월 1일 : 간이 위탁 폐지. 무인역으로 한다.

## 인접 역
| 홋카이도 여객철도 무로란 본선 | 홋카이도 여객철도 무로란 본선 | 홋카이도 여객철도 무로란 본선     |
| ----------------------------- | ----------------------------- | --------------------------------- |
| H 27 고조하마 오샤만베 방면   | ■ 무로란 본선                 | 기타요시하라 H 25 도마코마이 방면 |